# Tierritas Blancas, San Luis Potosí
Tierritas Blancas är en ort i Mexiko.   Den ligger i kommunen Tamasopo och delstaten San Luis Potosí, i den centrala delen av landet, 270 km norr om huvudstaden Mexico City. Tierritas Blancas ligger 941 meter över havet och antalet invånare är 110.
Terrängen runt Tierritas Blancas är kuperad. Runt Tierritas Blancas är det ganska glesbefolkat, med 21 invånare per kvadratkilometer. Närmaste större samhälle är Rayón, 17,1 km väster om Tierritas Blancas. I omgivningarna runt Tierritas Blancas växer huvudsakligen savannskog.